# Alessandra Acciai
Alessandra Acciai (* 12. Dezember 1965 in Rom) ist eine italienische Schauspielerin.

## Leben
Acciai war Schülerin der „Accademia Nazionale d'Arte Drammatica ‚Silvio d'Amico‘“ in Rom und debütierte 1987 in der Horror-Fernsehfilmserie von Lamberto Bava. Im Jahr darauf begann die großgewachsene und mit Model-Maßen aufwartende Schauspielerin ihre Kinokarriere, während der sie zu Beginn aufgrund ihrer physischen Erscheinung und Spontaneität gebucht wurde. Für ihre Rolle im 1994 gedrehten Anni ribelli von Rosalía Polizzi wurde sie als beste Nachwuchsdarstellerin ausgezeichnet, was zu weiteren interessanten Aufgaben und Angeboten führte. Oftmals arbeitete sie mit jungen Regisseuren zusammen. Vor allem zwischen 1997 und 2001 war sie verstärkt im Fernsehen zu sehen, u. a. in zwei Staffeln der erfolgreichen Reihe Incantesimo. Gelegentlich spielt Acciai auch Theater.

## Filmografie (Auswahl)
- 1990: An einem kalten Morgen im Mai (Una fredda mattina di maggio)
- 1997: La terza luna
- 2009: Il grande sogno